# FUBAR
FUBAR is een Amerikaanse afkorting, die meestal in slang of groepstaal wordt gebruikt. Het is een acroniem voor Fucked up beyond all recognition. (De situatie is een onherkenbare rotzooi geworden). Het heeft dus een negatieve betekenis en wordt gebruikt om iets te omschrijven dat niet meer goed te maken of te repareren blijkt te zijn. Ook bij soldaten wordt de afkorting gebruikt om personen aan te duiden die dusdanig verminkt zijn dat ze onherkenbaar zijn geworden.

## Varianten
Andere varianten ervan zijn:
- Fucked up beyond all repair
- Fucked up beyond all reality
- Fucked up beyond all reason
- Fucked up beyond all recall
- Fucked up beyond all recovery
- Fucked up beyond all relief
- Fucked up beyond all restitution
- Fucked up beyond all renaissance
- Fucked up beyond any resolvability
- Fucked up beyond any recognition
- Fucked up by all rights

## Andere betekenissen
Een veel minder voorkomende betekenis is Failed UniBus Address Register, wat een computerterm is voor een fout in een bepaald soort computer (de VAX) uit de jaren 70.
Ook wordt deze term nogal eens verward met foobar, dat in de computerwereld vaak wordt gebruikt voor een niet nader gespecificeerd object (een soort John Doe, maar dan als voorwerp). Ook Amerikaanse soldaten in de Tweede Wereldoorlog gebruikten het om aan te duiden dat een missie onnodig was.